# Stazione di Grigno
Stazione di Grigno vasútállomás Olaszországban, Trentino-Alto Adige régióban, Grigno településen.

## Vasútvonalak
Az állomást az alábbi vasútvonalak érintik:
- Trento–Velence-vasútvonal

## Kapcsolódó állomások
A vasútállomáshoz az alábbi állomások vannak a legközelebb: 
- Stazione di Ospedaletto
- Stazione di Tezze di Grigno